# Affaire Aurélie B.
Le texte peut changer fréquemment, n’est peut-être pas à jour et peut manquer de recul. 
Le titre et la description de l'acte concerné reposent sur la qualification juridique retenue lors de la rédaction de l'article et peuvent évoluer en même temps que celle-ci.
L'affaire Aurélie Bard. est une affaire de malversations financières entre Aurélie Bard, trésorière de Kiabi, et son ancien compagnon, footballeur professionnel.
Elle est accusée d'avoir subtilisé au moins 100 millions d'euros à cette enseigne où elle a travaillé dans les années 2010.

## Biographie d'Aurélie Bard
Aurélie Bard est née en 1985 et a grandi dans la région de Bordeaux. Son père travaille dans l'industrie automobile et sa mère est infirmière. Elle est fille unique et après l'obtention de son bac, elle fait des études de comptabilité et de finance.

## Parcours et fraudes

### Abus de confiance sur conjoint
Elle entame une relation amoureuse avec un joueur de football français professionnel évoluant dans la Premier League. Entre 2010 et 2013, elle s'offre à elle et à son compagnon des objets de très grande valeur en signant des chèques basés sur le compte de ce dernier, sans que ce dernier soit au courant. Lorsque ce dernier l'apprend, il se sépare d'elle en échange d'une lettre de confession où elle reconnaît avoir subtilisé 680 000 €, mais selon certaine source ce montant atteindrait les 900 000 €.

### Cultura
En 2016, elle commence une alternance chez Cultura en tant que gestionnaire en comptabilité à Mérignac. Pour continuer le financement de son train de vie, elle subtilise 60 000 € chez son employeur qui est alors Cultura en abusant de sa carte d'affaires. Cultura lui demande une reconnaissance de dettes, mais ne met pas fin au contrat,.

### Inseec
En 2017, à 32 ans, elle quitte Cultura et est embauchée à INSEEC et déménage à Paris où elle devient trésorière. Elle y réussi à détourner 750 000€ avec un système de double facture. Étant la seule à maitriser le logiciel de facturation, elle fabrique des doubles qui sont fausses et se fait payer par des créanciers de l'établissement scolaire sur son propre compte. Lors d'un audit, en 2018, l'établissement découvre les détournements. Elle est renvoyée et l'établissement porte plainte. Le temps de l'enquête, elle n'est jugée qu'en 2023.

### Affaire Kiabi
Ce délai d'instruction de l'affaire lui donne la possibilité de se faire embaucher par l'enseigne Kiabi ou elle fraude de nouveau, cette fois en prétendant placer 100 millions d'euros sur un compte à terme d'une banque en Allemagne. Cet argent est par la suite viré en Turquie. Elle déménage à Miami et devient designeuse en intérieur.
Lorsque l'enseigne cherche à récupérer ses placements, elle tombe sur un compte vide et en interrogeant les traces sur l'ordinateur d'Aurélie Bard, elle trouve des traces de mouvements financiers effacés.

### Arrestation
Elle est finalement interpellée en août 2024 à sa descente d'un jet privé en Corse.[réf. souhaitée]